# Stazione di Hyochang Park
Stazione di Hyochang Park (효창공원앞역 - 孝昌公園前앞驛, Hyochang Gongwon-am-nyeok ) è una stazione ferroviaria della Korail, servita dalla linea Gyeongui e della metropolitana di Seul, servita dalla linea 6. La stazione si trova nel quartiere di Yongsan-gu, a Seul, in Corea del Sud.

## Linee
Servizio ferroviario suburbano Korail
■ Linea Gyeongui (Codice: K311)
Metropolitana di Seul SMRT
● Linea 6 (Codice: 627)

## Stazioni adiacenti
| «              | Servizio       | »              |
| Linea Gyeongui | Linea Gyeongui | Linea Gyeongui |
| -------------- | -------------- | -------------- |
| Yongsan        | Suburbano      | Gongdeok       |
| Linea 6        |                |                |
| Gongdeok       | Metropolitana  | Samgakji       |